# Бениславский, Ян
Ян Бенисла́вский (пол. Jan Benisławski; в ряде источников — Иван или Иоанн; 1735—1812) — деятель Римско-католической церкви в Российской империи.

## Биография
Ян Бениславский родился в 1735 году в Инфлянтах, ещё в юные годы вступил в орден иезуитов, в 1768 году принял священный сан. После закрытия ордена, по назначению эдукационной комиссии, некоторое время был ректором брестских школ.
Переселившись затем в Россию, Бениславский через своего родственника Михельсона (известного по усмирению Пугачевского восстания) познакомился с Потёмкиным и сумел полностью очаровать его, а вместе с тем приобрести полное доверие, так что Потёмкин советовался с ним обо всех мероприятиях, касавшихся католичества в России. Этим обстоятельством с обычным искусством сумели воспользоваться иезуиты для выгод своего ордена. При посредстве Бениславского, явившегося в этом случае послушным орудием иезуитов, проведен был проект об учреждении в России должности римско-католического архиепископа, каковым назначен был Станислав Богуш-Сестренцевич; на должность же коадъютора назначен был (1782) Бениславский, чем имелось в виду парализовать преимущества, данные неугодному иезуитам Сестренцевичу.
В 1783 году Ян Бениславский был послан русским правительством в Рим для переговоров с Папой римским об утверждении римско-католического архиепископства в Российской империи, а также об оставлении иезуитов в Белоруссии на прежних основаниях. Перед отправлением в Рим Бениславский имел аудиенцию у Екатерины ІІ, которая сказала ему: «Помните, что я поручила вам важнейшее дело для моего государства».
1 марта 1783 года Бениславский прибыл в Рим и на третий день по приезде был принят Папой в торжественной аудиенции. Утвердив Сестренцевича и Бениславского в должностях архиепископа и коадъютора, папа решительно отказался признать каноническое существование иезуитского ордена в Белоруссии. Впрочем, по возвращении в Россию Бениславский утверждал, будто бы Папа словесно признал законным существование ордена в Белоруссии и не выдал письменного документа лишь вследствие протеста бурбонских дворов; впоследствии Бениславский не постеснялся это ложное показание свое подтвердить письменно и даже присягой.
8 февраля 1784 года Ян Бениславский был хиротонисан нунцием Аркетти в сан епископа Гадаринского, а вскоре за тем (19 марта) уехал с Потемкиным в Крым, где предполагал заняться устройством церковных дел ввиду наплыва колонизаторов из-за границы. При учреждении шести римско-католических епископий в России Бениславский назначен суффраганом полоцким; при этом на него возложена была обязанность цензуровать книги, печатавшиеся в полоцкой типографии, но в 1800 году Бениславский был отрешен от должности цензора за появление в календаре на 1800 год статьи, наполненной похвалами английскому флоту (что было нарушением изданного тогда для журналистики приказа — отзываться с порицаниями обо всем, что касается Англии). Назначенный в 1801 году председателем римско-католической коллегии, Бениславский отдал всего себя в распоряжение иезуитов и направлял все дела по их указаниям.
Бениславским написаны два сочинения: Institutiones logicae seu brevis tractatus de cultura ingenii (Wilno, 1774) и Rozmyślania dla księźy swieckich o powinnościach chrześcijańskich z listów i Ewangelii wzięte (2 т., Polock, 1779, Warsz. 1859).
В записке Сестренцевича, поданной им императору Александру I, содержатся очень нелестные отзывы о Я. Бениславском — особенно относительно поведения его в Риме, где он будто бы «многие благочестия своего оказал знаки нахальными и бесстыдными поступками».
Епископ Бениславский был типичным иезуитом. На его долю выпала роль исполнителя довольно сложных планов, направленных к поддержке ордена в одну из самых критических минут его жизни, и эту роль Бениславский выполнил с успехом, не разбирая, конечно, средств. Он снискал расположение Сестренцевича, чем воспользовался исключительно для целей ордена, и митрополит разгадал его лишь тогда, когда власть фактически оказалась изъятою из его рук: отсюда объясняются упреки в неблагодарности, рассыпанные в записке Сестренцевича.
Ян Бениславский скончался 25 марта 1812 года в местечке Зосули (Берзпилсская волость).
Польская поэтесса Констанция Бениславская (1747—1806) приходилась женой Петру — брату Яна Бениславского.